# Pfarrkirche Breitenbrunn

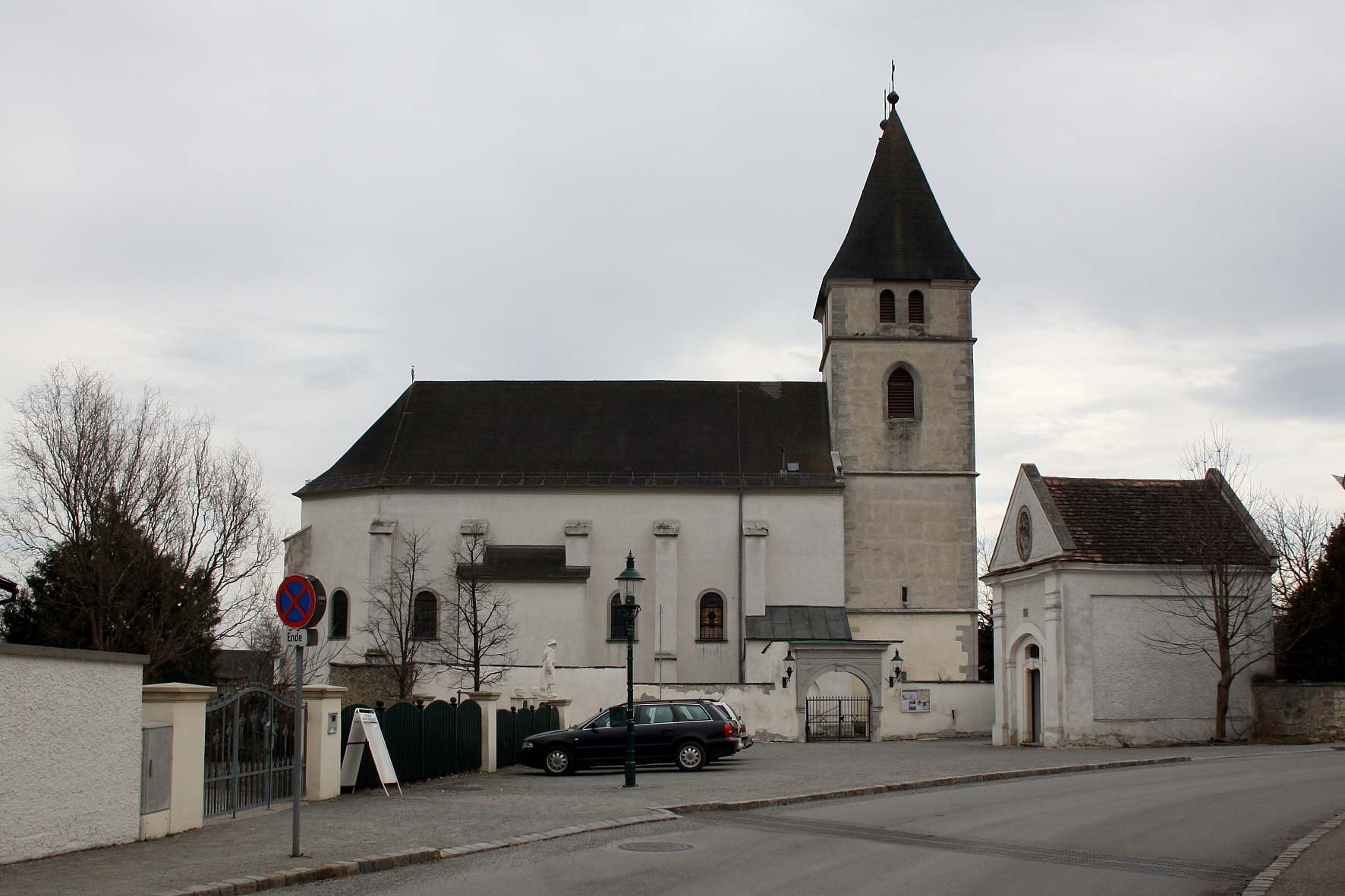
Kath. Pfarrkirche hl. Kunigunde in Breitenbrunn

Die römisch-katholische Pfarrkirche Breitenbrunn steht am Südrand des Marktes in einem ehemaligen Wehrkirchenhof in der Marktgemeinde Breitenbrunn am Neusiedler See im Bezirk Eisenstadt-Umgebung im Burgenland. Die Pfarrkirche hl. Kunigunde gehört zum Dekanat Eisenstadt-Rust in der Diözese Eisenstadt. Die Kirche steht unter Denkmalschutz.

## Geschichte
Es wird eine mittelalterliche Pfarre angenommen. Zeitweise war die Pfarre evangelisch. Unter Verwendung von Mauerwerk der ehemaligen mittelalterlichen Kirche wurde die Kirche um 1675 neu erbaut und 1676 geweiht und 1683 durch die Türken schwer beschädigt. Der Wiederaufbau des Wehrkirchenhofes führte 1689 zur Erhebung der Gemeinde zum Markt. Nach einem Brand (1737) wurde die Kirche neu ausgestattet. 1802 erfolgte eine Renovierung mit dem fürstlich Esterházyschen Baumeister Franz Ringer. 1974 war eine Restaurierung.

## Architektur
Der viergeschoßige Westturm mit armierten Kanten ist im Kern spätgotisch. Das vierte Geschoß mit einem Pyramidenhelm wurde 1926/1927 aufgesetzt. Im Sturz des Westportals befindet sich eine Renovierungsinschrift mit der Jahresangabe 1802. Das Langhaus und der Chor in gleicher Breite mit einem Fünfachtelschluss haben einfach abgetreppte Strebepfeiler. Die nordseitige Vorhalle ist am Portal mit der Jahresangabe 1675 versehen. An den östlichen Jochen wurde südseitig eine zweigeschoßige Sakristei angebaut.
Südseitig zeigt die Kirche ein Ölbergrelief um 1500. Nordseitig ist ein Grabstein Rosa Moritzkhin und Lucan Follckhl 1646 mit einem Relief Kruzifix und zwei Figuren. Der Abgang zum unteren Karner hat die Jahresangabe 1647.
Das vierjochige Langhaus unter einem Tonnengewölbe mit Stichkappen steht auf Pilastern. Die dreiachsige Westempore über einem Kreuzgratgewölbe steht auf Säulen. In der vorgewölbten Emporenbrüstung ist eine Nischenfigur hl. Rosalia. Am östlichen Langhausjoch ist die Kirche beidseits mit Altarnischen erweitert. Der Triumphbogen ist rundbogig. Der Chor hat Stichkappen.

## Ausstattung

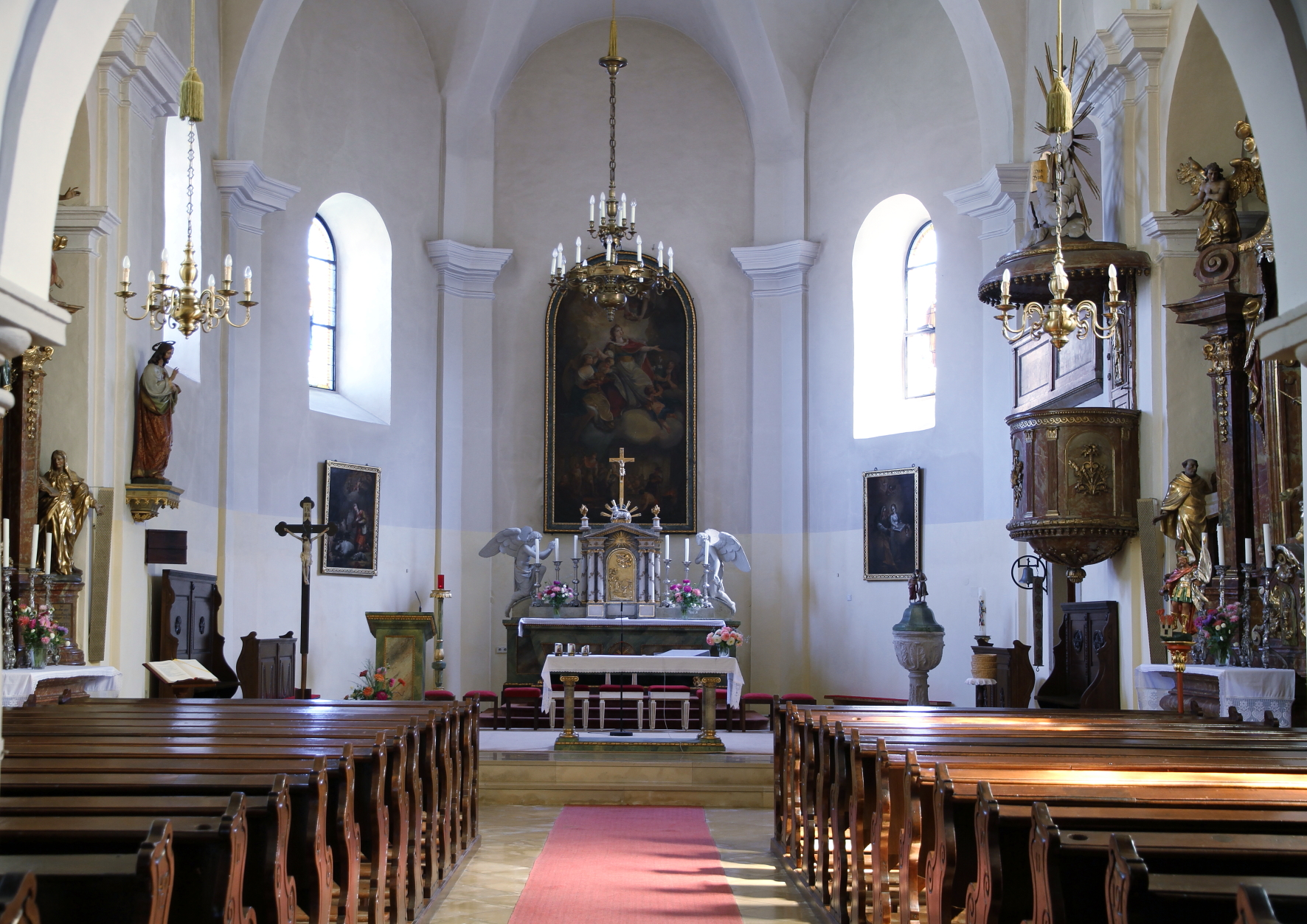
Innenansicht Richtung Hochaltar

Der Hochaltar mit einem freistehenden klassizistischen Retabel aus 1802 ist erneuert. An der Wand der Apsis zeigt das Altarbild Himmelfahrt der hl. Kunigunde aus dem Ende des 17. Jahrhunderts. Die bemerkenswerten Seitenaltäre in den Nischen mit Volutenaufsatz und seitlichen Pilastern aus der Mitte des 18. Jahrhunderts haben ovale Aufsatzbilder und Engelsfiguren. Der linke Nischenaltar trägt die Nischenfigur Johannes Nepomuk und das Retabelrelief Brückensturz und die Seitenfiguren Joachim und Anna und im Aufsatz das Bild hl. Georg mit der Stiftungsinschrift Johann Georg Wimbassinger 1745. Der rechte Nischenaltar trägt mittig die Figur Maria vom Berge Karmel und das Retabelrelief Fegefeuer und die Seitenfiguren Theresia und Bernhard und zeigt das Aufsatzbild hl. Elisabeth mit der Stiftungsinschrift M. Elisabeth Wimbassingerin, geborene Herischin 1748.
Die klassizistische Kanzel mit einem ovalen Korb und auf der Rückwand das Relief hl. Paulus und auf dem Schalldeckel die Mosestafeln mit einem Kreuz ist aus 1802. Der Taufstein zeigt ein Steinmetzzeichen SG 1651, die Schale und der Baluster sind mit Akanthus verziert. Das Gestühl ist klassizistisch um 1800, die Kirchenbänke teils mit 1750 bezeichnet.
Die Kirche hat eine spätbarocke Orgel aus 1790 mit 9 Registern, deren Orgelbauer nicht bekannt ist.